# 乌塔姆辛格讷格尔县
乌塔姆辛格讷格尔县（Udham Singh Nagar district）是印度北阿坎德邦的一個縣，位於該國北部，面積2,908平方公里，識字率為74.44%，2011年人口1,648,367，人口密度每平方公里567人。

## 外部連結
- 官方网站